# Стуй, Кристина Петровна
Кристина Петровна Стуй (укр. Христина Петрівна Стуй; род. 3 февраля 1988, Угринов, Ивано-Франковская область) — украинская легкоатлетка, специализируется в беге на спринтерские дистанции 100 и 200 метров. Бронзовый призёр чемпионата мира 2011 года в эстафетном беге 4×100 метров. Участница Олимпийских игр 2008 года. Бронзовый призёр Олимпийских игр 2012 в эстафетном беге 4х100 метров.

## Биография
Кристина Стуй родилась в пригородном селе Угринов, вблизи Ивано-Франковска. Обучаясь в школе, посещала различные районные и областные спортивные соревнования. Именно на одном из таких районных соревнований, где она отстаивала честь своего села её заприметила детская тренер Василюк Мария Алексеевна. С тех пор она не покидала девушку без опеки и, смогла захватить её легкой атлетикой.
Кристина записалась в секцию легкой атлетики в городе Ивано-Франковск. После очередного успешного старта, она была представлена двум львовским специалистам Чернихову и Федоренко, которые пригласили юную бегунью в львовскую Школу олимпийского резерва. Спортсменка перебралась во Львов, но вскоре вернулась в Ивано-Франковск поступив в Ивано-Франковский университет нефти и газа, на базе этого университета работал заслуженный тренер Украины по легкой атлетике Дмитрий Яремчук, вырастивший не одного мастера бега (а также участников и призеров мировых легкоатлетических форумов).
Именно Дмитрию Михайловичу пришлось возрождать спортивные надежды и устремления Кристины и вскоре опять пришли спортивные результаты — победы на национальных соревнованиях. А впоследствии на неё обратили внимание и тренеры сборной Украины по легкой атлетике и ей было предложено попробовать себя там. Кристина закрепилась в составе сборной Украины.
В 2011 году принесла первую медаль сборной Украины по легкой атлетики Летней Универсиады, в беге на 100м (серебро) и в составе эстафетной команды она стала победительнице Летней Универсиады, позже так же в составе команды выиграла бронзовую награду чемпионата мира 2011 года, но таких успехов спортсменка добилась уже под опекой нового тренера Басенка Сергея Валерьевича, в 2010 году Кристина переехала в Киев.

#### Награды
- Орден княгини Ольги ІІ степени (15 июля 2019) — за достижение высоких спортивных результатов на II Европейских играх в г. Минске (Республика Беларусь), проявленные самоотверженность и волю к победе[3].
- Орден княгини Ольги ІІІ степени (2012)[4]